# 勒宿县
勒宿县，是泰国南部那拉提瓦府的一个县。总面积468.3平方公里，总人口62893人，人口密度134.3人/平方公里（2005年）。

## 行政区划
勒宿县辖有9个区，71个村。